# 13 juillet
Pour les articles homonymes, voir Treize-Juillet.
13 juin 13 août
Chronologies thématiques
- Croisades
- Ferroviaires
- Sports
- Disney
- Anarchisme
- Catholicisme

Abréviations / Voir aussi
- (° 1852) = né en 1852
- († 1885) = mort en 1885
- a.s. = calendrier julien
- n.s. = calendrier grégorien
- Calendrier
- Calendrier perpétuel
- Liste de calendriers
- Naissances du jour

Le 13 juillet est le 194e jour de l'année du calendrier grégorien, 195e lorsqu'elle est bissextile, il en reste ensuite 171.
Son équivalent était généralement le 25 messidor du calendrier républicain / révolutionnaire français, officiellement dénommé jour de la pintade.

## Événements

### XIVesiècle
- 1380 : siège de Châteauneuf-de-Randon en actuelle Lozère au cours duquel le connétable breton de France Bertrand du Guesclin trouve la mort (ci-après).

### XVIesiècle
- 1558 : bataille de Gravelines.

### XVIIesiècle
- 1607 : Henri IV pose un vendredi la première pierre de la chapelle Saint-Louis, qui donnera ensuite son nom à tout le nouvel hôpital parisien éponyme adjacent, et où une première messe sera célébrée, trois ans et un jour plus tard, le 14 juillet 1610, en mémoire du même souverain, alors assassiné depuis deux mois.

### XVIIIesiècle
- 1713 : signature du traité d'Utrecht, qui met fin à la guerre de Succession d'Espagne ; celle-ci y perd toutes ses possessions européennes, et cède Gibraltar et Minorque à la Grande-Bretagne.
- 1789 : Émeutes parisiennes.
- 1793 : assassinat du révolutionnaire Jean-Paul Marat à Paris.

### XIXesiècle
- 1810 : Napoléon Ier annexe le royaume de Hollande à la France, et le divise en sept départements.
- 1841 : Convention de Londres, sur la navigation dans les détroits du Bosphore et des Dardanelles.
- 1870 : dépêche d'Ems.
- 1878 : clôture du congrès de Berlin par la signature d'un traité à Berlin.

### XXesiècle
- 1944 : début de l'Offensive Lvov-Sandomir par les Soviétiques, sur le front allemand dit de l'Est.

### XXIesiècle
- 2011 : résolution no 1999 du Conseil de sécurité des Nations unies ayant pour sujet l'admission comme nouveau membre du Soudan du Sud.
- 2013 : au Bhoutan, le Parti démocratique populaire remporte les élections législatives.
- 2016 : Theresa May devient chronologiquement la deuxième femme première ministre du Royaume-Uni après Margaret Thatcher issue du même parti politique.
- 2025 : en Syrie, des affrontements opposant des combattants druzes et bédouins dans la ville de Soueïda font près de 300 morts en trois jours[1].

## Arts, culture et religion
- 1925 : En Tchécoslovaquie, découverte de  la Vénus de Dolní Věstonice, datée du Gravettien (33 000 à 24 000 ans avant le présent)[2]..
- 1984 : inauguration du musée de la Révolution française à Vizille.
- 1985 : concert Live Aid à Wembley, en Angleterre et à Philadelphie aux États-Unis.

## Sciences et techniques
- 2019 : le télescope spatial Spektr-RG est lancé depuis le cosmodrome de Baïkonour au Kazhakstan.

## Économie et société
- 2023 : la Cour internationale de justice rejette la demande d'extension du territoire maritime du Nicaragua[3].
- 2024 : aux États-Unis, le candidat à l'élection présidentielle Donald Trump est victime d'une tentative d'assassinat en Pennsylvanie[4].

## Naissances

### IIesiècleav. J.-C./Iersiècleav. J.-C.
- Entre 102 et 100 av. J.-C., vers le 12 ou ce 13 juillet :  Jules César, général, écrivain, homme politique et d'État romain issu d'une gens Julia et précurseur de l'Empire († assassiné le 15 mars 44 av. J.-C.).

### XVIIesiècle
- 1608 : Ferdinand III, empereur germanique de 1637 à 1657, roi de Hongrie et de Bohême de 1627 à 1657 et roi des Romains de 1636 à 1657 († 2 avril 1657).

### XVIIIesiècle
- 1718 : John Canton, physicien britannique († 22 mars 1772).
- 1722 : Claude Antoine Capon de Château-Thierry, général français († 23 novembre 1793).

### XIXesiècle
- 1821 : Nathan Bedford Forrest, militaire américain, premier chef du Ku Klux Klan († 29 octobre 1877).
- 1844 : Julia Daudet, écrivaine française († 23 avril 1940).
- 1864 : John Jacob Astor IV, homme d'affaires, écrivain et inventeur américain († 15 avril 1912).
- 1877 : Giuseppe Pizzardo, cardinal italien († 1er août 1970).
- 1888 : Jean Murat, acteur français († 4 janvier 1968).
- 1889 : Hjalmar Andersson, athlète suédois, spécialiste du cross-country, champion olympique († 2 novembre 1971).
- 1892 : 
  - Léo-Pol Morin, pianiste, compositeur et critique musical québécois († 29 mai 1941).
  - Jonni Myyrä, athlète finlandais, double champion olympique au lancer du javelot († 22 janvier 1955).
- 1895 : Sidney Blackmer, acteur américain († 6 octobre 1973).

### XXesiècle
- 1901 : Eric Portman, acteur anglais († 7 décembre 1969).
- 1906 : Albert Wolff, escrimeur franco-américain († 14 juin 1989).
- 1909 : Souphanouvong, homme politique laotien, président de la République démocratique populaire lao de 1975 à 1986 († 9 janvier 1995).
- 1918 : Alberto Ascari, pilote de F1 italien († 26 mai 1955).
- 1919 : Hau Pei-tsun, homme d’État taïwanais, premier ministre de ladite "république libre de Chine"" de 1990 à 1993 († 30 mars 2020).
- 1921 : 
  - Lucette Finas, femme de lettres française devenue centenaire.
  - Ernest Gold, compositeur américain d’origine autrichienne († 17 mars 1999).
- 1922 :
  - Anker Jørgensen, homme politique danois, Premier ministre du Danemark de 1972 à 1973 puis de 1975 à 1982 († 20 mars 2016).
  - Ken Mosdell, joueur de hockey sur glace professionnel canadien († 5 janvier 2006).
- 1923 : Alexandre Astruc, réalisateur, scénariste et écrivain français († 19 mai 2016).
- 1924 :
  - Carlo Bergonzi, artiste lyrique italien († 25 juillet 2014).
  - Michel Constantin, acteur français († 29 août 2003).
- 1927 :
  - Didouche Mourad (ديدوش مراد), chef indépendantiste algérien († 18 janvier 1955).
  - Simone Veil, femme politique française, rescapée et témoin des camps nazis, magistrate, ministre de la Santé de 1974 à 1979 puis de 1993 à 1995, députée européenne de 1979 à 1993, présidente du Parlement européen de 1979 à 1982, membre du Conseil constitutionnel de 1998 à 2007 et de l'Académie française, transférée post-mortem au Panthéon avec son mari († 30 juin 2017).
- 1928 :
  - Tommaso Buscetta, malfaiteur italien († 2 avril 2000).
  - Bob Crane, acteur américain († 29 juin 1978).
- 1929 : 
  - René Laloux, réalisateur de films d'animation, dessinateur, peintre et sculpteur français († 15 mars 2004).
  - Sofia Mouratova, gymnaste soviétique, double championne olympique († 25 septembre 2006).
- 1930 : 
  - Enrique Martínez, cavalier espagnol († 24 mars 2021).
  - Viktor Tsybulenko, athlète ukrainien, champion olympique du lancer du javelot († 19 octobre 2013).
- 1931 : Jean Hamelin, historien canadien († 15 mai 1998).
- 1932 : Hubert Reeves, astrophysicien canadien († 13 octobre 2023).
- 1933 : 
  - Vincent Lemieux, politicologue et enseignant universitaire québécois († 18 juillet 2014).
  - David Storey, romancier et scénariste britannique († 27 mars 2017).
- 1934 :
  - Peter Gzowski, journaliste, animateur de radio et écrivain canadien († 24 janvier 2002).
  - Alekseï Ielisseïev (Алексей Станиславович Елисеев), cosmonaute soviétique.
  - Wole Soyinka, écrivain nigérian, prix Nobel de littérature 1986.
- 1935 : Monique Vézina, femme politique québécoise († 15 décembre 2024).
- 1936 : Albert Ayler, musicien américain († 25 novembre 1970).
- 1940 :
  - Donald Lautrec, chanteur québécois.
  - Patrick Stewart, acteur britannique.
- 1941 :
  - Robert Forster, acteur américain († 11 octobre 2019).
  - Jacques Perrin, acteur, réalisateur de documentaires et producteur français († 21 avril 2022).
- 1942 :
  - Harrison Ford, acteur américain.
  - Roger McGuinn, guitariste, chanteur et compositeur américain du groupe The Byrds.
- 1944 : Ernő Rubik, inventeur et architecte hongrois.
- 1946 : Cheech Marin, acteur et scénariste américain.
- 1947 : 
  - Navin Ramgoolam (नवीनचंद्र रामगुलाम), homme politique mauricien, premier ministre de Maurice de 1995 à 2000 et de 2005 à 2014.
  - Ricardo Delgado, boxeur mexicain, champion olympique.
- 1948 : 
  - Catherine Breillat, réalisatrice et scénariste française.
  - Alf Hansen, rameur d'aviron norvégien, champion olympique.
- 1949 :
  - Helena Fibingerová, lanceuse de poids tchèque.
  - André Mollet, coureur cycliste français.
- 1950 : 
  - Ma Ying-jeou, homme d'État taïwanais,
  - George D. Nelson, astronaute américain.
- 1952 : Sharon Wichman, nageuse américaine, championne olympique.
- 1953 : Mila Mulroney, femme canadienne, épouse de Brian Mulroney le 18e premier ministre du Canada.
- 1954 :
  - Rick Chartraw, joueur de hockey sur glace américain né au Venezuela.
  - Louise Mandrell (en), chanteuse de country américaine.
  - David Thompson, basketteur américain.
- 1956 :
  - Michael Spinks, boxeur américain.
  - Koffi Olomidé, chanteur congolais.
- 1957 :
  - Thierry Boutsen, pilote de F1 belge.
  - Cameron Crowe, cinéaste américain.
- 1960 : Ivailo Marinov, boxeur bulgare, champion olympique.
- 1962 : Thierry Dedegbe, taekwondoïste français.
- 1963 : 
  - Linda Lê, écrivaine française d'origine vietnamienne († 9 mai 2022).
  - Spud Webb, basketteur américain.
  - George DiCarlo, nageur américain, champion olympique.
- 1964 :
  - Michael Jackson, basketteur américain.
  - Yves Soutière, acteur québécois.
- 1965 : Arnd Schmitt, épéiste allemand, double champion olympique.
- 1967 :
  - Benny Benassi (Marco Benassi dit), disc-jockey italien.
  - Brigitte Cantaloube, femme d'affaires française.
- 1969 : 
  - Christine Kelly, journaliste de télévision et écrivain française.
  - Ken Jeong, acteur américain.
  - Akákios Kakiasvíli, haltérophile géorgien puis grec, triple champion olympique.
  - Mehran Mehrnia, musicien et compositeur iranien.
  - Ferenc Novák, céiste hongrois, champion olympique.
- 1970 :
  - Sylvain Mirouf, illusionniste français.
  - Bruno Salomone, humoriste et acteur français.
- 1971 :
  - Luca Bizzarri, acteur et présentateur italien.
  - Anne Chagnaud, nageuse française.
  - Richard Groenendaal, coureur cycliste néerlandais.
  - Akiko Kawase, nageuse synchronisée japonaise.
  - MF DOOM (Daniel Dumile dit), rappeur et producteur musical britannique († 31 octobre 2020).
- 1974 :
  - Deborah Cox, auteure-compositrice-interprète et actrice canadienne.
  - Jarno Trulli, pilote de F1 italien.
- 1975 : 
  - Gareth Edwards, réalisateur et scénariste britannique.
  - Jihad Qassab, joueur de football syrien († 30 septembre 2016).
  - Julia Vignali, animatrice tv française.
- 1976 : Sheldon Souray, joueur de hockey sur glace canadien.
- 1977 : 
  - Merwan Rim, chanteur français.
  - Michael Klim, nageur australien d'origine polonaise, double champion olympique.
- 1978 : Kate More, actrice néerlandaise.
- 1979 : Alexis Tomassian, comédien français
- 1981 :
  - Zəlimxan Hüseynov, lutteur azerbaïdjanais
  - Ágnes Kovács, nageuse hongroise, championne olympique.
  - Ineta Radēviča, athlète lettonne
  - Saida Riabi, lutteuse tunisienne
- 1982 : Yadier Molina, joueur professionnel de baseball portoricain.
- 1983 : Liu Xiang, athlète chinois spécialiste du 110m haies, champion olympique.
- 1984 : Pio Marmaï, comédien français.
- 1985 : Charlotte Dujardin, cavalière de dressage britannique.
- 1986 : Pierrick Lilliu, chanteur de pop rock français.
- 1988 : Steven R. McQueen, acteur américain.
- 1991 : Hadrien Clouet, homme politique français.
- 1993 :
  - Khayala Abdulla, joueuse d'échecs azerbaïdjanaise.
  - Olcay Çakır, joueuse de basket-ball turque.
  - Linda Indergand, coureuse cycliste suisse.
  - Mohamed Rabii, boxeur marocain.
- 1996 : Amini Cishugi, écrivain et youtubeur congolais.
- 1997 : Leo Howard, acteur américain.

### XXIesiècle
- 2000 : Marc Guéhi, footballeur international anglais
- 2001 : 
  - Jakub Markovič, footballeur tchèque.
- 2007 : Lamine Yamal, footballeur espagnol.

## Décès

### XIIesiècle
- 1105 : Rachi de Troyes (hébreu : רבי שלמה בן יצחק הצרפתי / Rabbi Chlomo ben Itzhak HaTzarfati / Rabbi Salomon fils d'Isaac le Français plus connu sous les noms de Rachi, Rabbi Salomon et Salomon de Troyes ou), vigneron champenois et rabbin, exégète, talmudiste, poète, légiste et décisionnaire juif francophone entre France et Saint-Empire germanique médiévaux (° vers 1040).

### XIVesiècle
- 1380 : Bertrand Du Guesclin, hobereau de Bretagne gallèse rurale devenu homme de guerre puis désigné connétable de la France par son roi Charles V (° vers 1320).

### XVIIIesiècle
- 1761 : Ieshige Tokugawa (徳川 家重), shogun japonais (° 1712).
- 1762 : James Bradley, astronome britannique (° mars 1693).
- 1789 : Victor Riqueti de Mirabeau, économiste français (° 5 octobre 1715).
- 1793 : Jean-Paul Marat, journaliste et homme politique français (° 24 mai 1743).

### XIXesiècle
- 1807 : Hendrik Benedictus Stuart, prélat britannique (° 6 mars 1725).
- 1811 : Pierre Laujon, chansonnier français (° 13 janvier 1727).
- 1842 : Ferdinand-Philippe, duc d'Orléans, fils aîné et héritier présomptif au trône du roi des Français Louis-Philippe (1er) (° 3 septembre 1810).
- 1886 :
  - Pierre-Henri Bouchy, ecclésiastique français (° 3 novembre 1818).
  - Charlotte de Bourbon, aristocrate française (° 13 juillet 1808).
  - Wilhelm Hillebrand, botaniste allemand (° 13 novembre 1821).
  - Clara Maffei, salonnière italienne (° 13 mars 1814).
  - John Leighton Wilson, missionnaire américain (° 25 mars 1809).
- 1889 : Victor-Adolphe Malte-Brun, géographe et cartographe français (° 25 novembre 1816).

### XXesiècle
- 1912 : Marc-Emile Ruchet, homme politique suisse (° 14 septembre 1853).
- 1916 :
  - Firmin Rainbeaux, dirigeant d'industrie français (° 8 décembre 1834).
  - William Ramsay, chimiste britannique (° 2 octobre 1852).
- 1921 : Gabriel Lippmann, physicien français, prix Nobel de physique 1908 (° 16 août 1845).
- 1937 : 
  - Robert Fournier-Sarlovèze, homme politique français (° 14 janvier 1869).
  - Evgueni Preobrajenski, économiste soviétique (° 15 février 1886).
- 1946 : Alfred Stieglitz, photographe américain (° 1er janvier 1864).
- 1950 : Fernand Angel, herpétologiste français (° 2 février 1881).
- 1951 : Arnold Schönberg, compositeur autrichien (° 13 septembre 1874).
- 1954 : Frida Kahlo, artiste peintre mexicaine (° 6 juillet 1907).
- 1967 : sur le Tour de France, Tom Simpson, coureur cycliste britannique (° 30 novembre 1937).
- 1971 : Abdelaziz El Aroui, dramaturge et journaliste tunisien (° 17 décembre 1898).
- 1973 : Willy Fritsch, acteur allemand (° 27 janvier 1901).
- 1974 : Patrick Blackett, physicien britannique, prix Nobel de physique 1948 (° 18 novembre 1897).
- 1980 : Seretse Khama, homme d'État botswanais (° 1er juillet 1921).
- 1983 : Gabrielle Roy, romancière canadienne (° 22 mars 1909).
- 1990 : Joseph Nicolas Edmond Borocco, résistant et homme politique français (° 3 août 1911).
- 1995 : Godtfred Kirk Christiansen, industriel danois, P.-D. G. du groupe Lego de 1958 à 1979 (° 8 juillet 1920).
- 1996 : Pandro S. Berman, producteur de cinéma américain (° 28 mars 1905).
- 1997 :
  - Miguel Ángel Blanco, homme politique espagnol (° 13 mai 1968).
  - Alexandra Danilova, chorégraphe et danseuse américaine (° 20 novembre 1903).
- 1998 :
  - Sigismund von Braun, diplomate allemand (° 14 avril 1911).
  - Louis Guisan, homme politique suisse (° 12 juin 1911).
  - Jean Parédès, comédien et fantaisiste français (° 17 octobre 1914).
- 2000 : Jan Karski, résistant polonais puis américain (° 24 juin 1914).

### XXIesiècle
- 2001 : Eleanor Summerfield, actrice britannique (° 7 mars 1921).
- 2002 :
  - Yousuf Karsh, photographe canadien d’origine arménienne (° 23 décembre 1908).
  - Percy Yutar, avocat et procureur sud-africain (° 29 juillet 1911).
- 2003 : Compay Segundo, guitariste et chanteur cubain (° 18 novembre 1907).
- 2004 :
  - Clifford Irving, homme politique britannique (° 24 mai 1914).
  - Arthur Kane, bassiste américain (° 3 février 1949).
  - Carlos Kleiber, chef d’orchestre autrichien (° 3 juillet 1930).
  - Michio Morishima, mathématicien et économiste japonais (° 18 juillet 1923).
  - Roger Quenolle, footballeur puis entraîneur français (° 19 juillet 1925).
- 2006 :
  - Red Buttons, acteur américain (° 5 février 1919).
  - Ángel Suquía Goicoechea, prélat espagnol (° 2 octobre 1916).
- 2008 : Bronisław Geremek, homme politique polonais, ministre des Affaires étrangères de 1997 à 2000 et député européen de 2004 à 2008 (° 6 mars 1932).
- 2010 : George Steinbrenner, homme d’affaires américain, propriétaire des Yankees de New York (° 4 juillet 1930).
- 2012 : Sage Stallone, acteur américain (° 5 mai 1976).
- 2013 : Cory Monteith, acteur et chanteur canadien (° 11 mai 1982).
- 2014 : Lorin Maazel, chef d'orchestre américain (° 6 mars 1930).
- 2016 : Héctor Babenco, réalisateur, scénariste et producteur de cinéma brésilien d'origine argentine (° 7 février 1946).
- 2017 : 
  - Ina-Maria Federowski, chanteuse est-allemande puis allemande (° 28 septembre 1952).
  - Liu Xiaobo, militant chinois pour les droits de l'homme, prix Nobel de la paix, mort emprisonné par la dictature de son pays (° 28 décembre 1955).
  - Henri Malberg, homme politique français (° 26 janvier 1930).
  - Barbara d'Ursel de Lobkowicz, femme politique belge (° 30 mai 1957).
- 2018 :
  - Stan Dragoti, réalisateur et scénariste américain (° 4 octobre 1932).
  - Joseph Raymond Frenette, homme politique canadien (° 16 avril 1935).
  - Frank Giroud, scénariste de bande dessinée français (° 3 mai 1956).
  - Édouard Kassaraté, général de corps d'armée de la gendarmerie ivoirien (né vers 1950).
  - Claudio Pieri, arbitre italien de football (° 21 octobre 1940).
  - Claude Seignolle, écrivain, folkloriste et éditeur français (° 25 juin 1917).
  - Thorvald Stoltenberg, homme politique norvégien (° 8 juillet 1931).
- 2020 : Delphine Levy, responsable française d'institutions culturelles, directrice de "Paris Musées" de 2013 à sa mort subite (° 4 juin 1969).
- 2021 : 
  - Antonio Barrutia, coureur cycliste espagnol (° 13 juin 1933).
  - Shirley Fry, joueuse de tennis américaine (° 30 juin 1927).
  - Jean-Jacques Reboux, écrivain et éditeur français (° 29 octobre 1958).
- 2022 : Charlotte Valandrey, actrice française (° 29 novembre 1968).
- 2023 : 
  - Josette Baisse, fondeuse française (° 11 septembre 1924).
  - Josephine Chaplin, actrice suisse (° 28 mars 1949).
  - Paulgerhard Gladen, avocat et historien allemand (° 31 mars 1926).
  - Juan Carlos Durán Saucedo, homme politique, avocat et dirigeant sportif bolivien (° 29 juillet 1949).
  - Marilies Flemming, femme politique autrichienne (° 16 décembre 1933).
  - John Graham Nicholls, physiologiste et neuroscientifique britannique (° 19 décembre 1929).
- 2024 : 
  - Tupeni Baba, universitaire et homme politique fidjien (° 14 juin 1942).
  - Pedro Bustos, basketteur argentin (° 10 novembre 1927).
  - Joseph Carrara, coureur cycliste français (° 9 mars 1938).
  - Shannen Doherty, actrice américaine (° 12 avril 1971).
  - Jacqueline Ferrière, actrice de doublage française (° 17 juillet 1921).
  - Georges Grillot, général français (° 13 juillet 1926).
  - Ruth Hesse, cantatrice mezzo-soprano allemande (° 18 septembre 1936).
  - Bas Maliepaard, coureur cycliste néerlandais (° 3 avril 1938).
  - James Sikking, acteur américain (° 5 mars 1934).
  - Richard Simmons, entraîneur en conditionnement physique, acteur, et producteur américain (° 12 juillet 1948).
  - Iliya Valov, footballeur international puis entraîneur bulgare (° 29 décembre 1961).
  - Enrique Wong, médecin et homme politique péruvien (° 26 juin 1941).
- 2025 : 
  - David Adickes, sculpteur américain (° 19 janvier 1927).
  - Alberto Bottari de Castello, prélat catholique italien (° 5 juillet 1942).
  - Muhammadu Buhari, militaire et homme d'État nigérian (° 17 décembre 1942).
  - Dave Cousins, guitariste et chanteur britannique (° 7 janvier 1940).
  - Jacky Le Menn, homme politique français (° 17 mars 1941).
  - Ilkka Mesikämmen, hockeyeur sur glace finlandais (° 15 mars 1943).
  - Mark Schreiber, homme politique britannique (° 11 septembre 1931).

## Célébrations

### Internationale
- Chaque 13 juillet, au col de la Pierre Saint-Martin, au niveau de la borne internationale 262, marquant la frontière entre la France (Pyrénées-Atlantiques) et l’Espagne (Navarre), se déroule une cérémonie très ritualisée au cours de laquelle les maires français de la vallée de Barétous remettent à leurs homologues espagnols de la vallée de Roncal trois vaches âgées de deux ans et sans défaut, tribut très ancien confirmé en 1375 par le compromis d'Ansó ou traité des Trois Vaches encore en vigueur.
- En Asie ( / 12 juillet environ) : début du 2e hou ou ko, le tiers le plus médian
  - de la période solaire de xiǎoshǔ ou petite chaleur (7 au 22 juillet environ),
- celle où le grillon reste dans le mur (xishuai ju bi / 蟋蟀居壁 en chinois mandarin).

### Nationales
- Argentine :

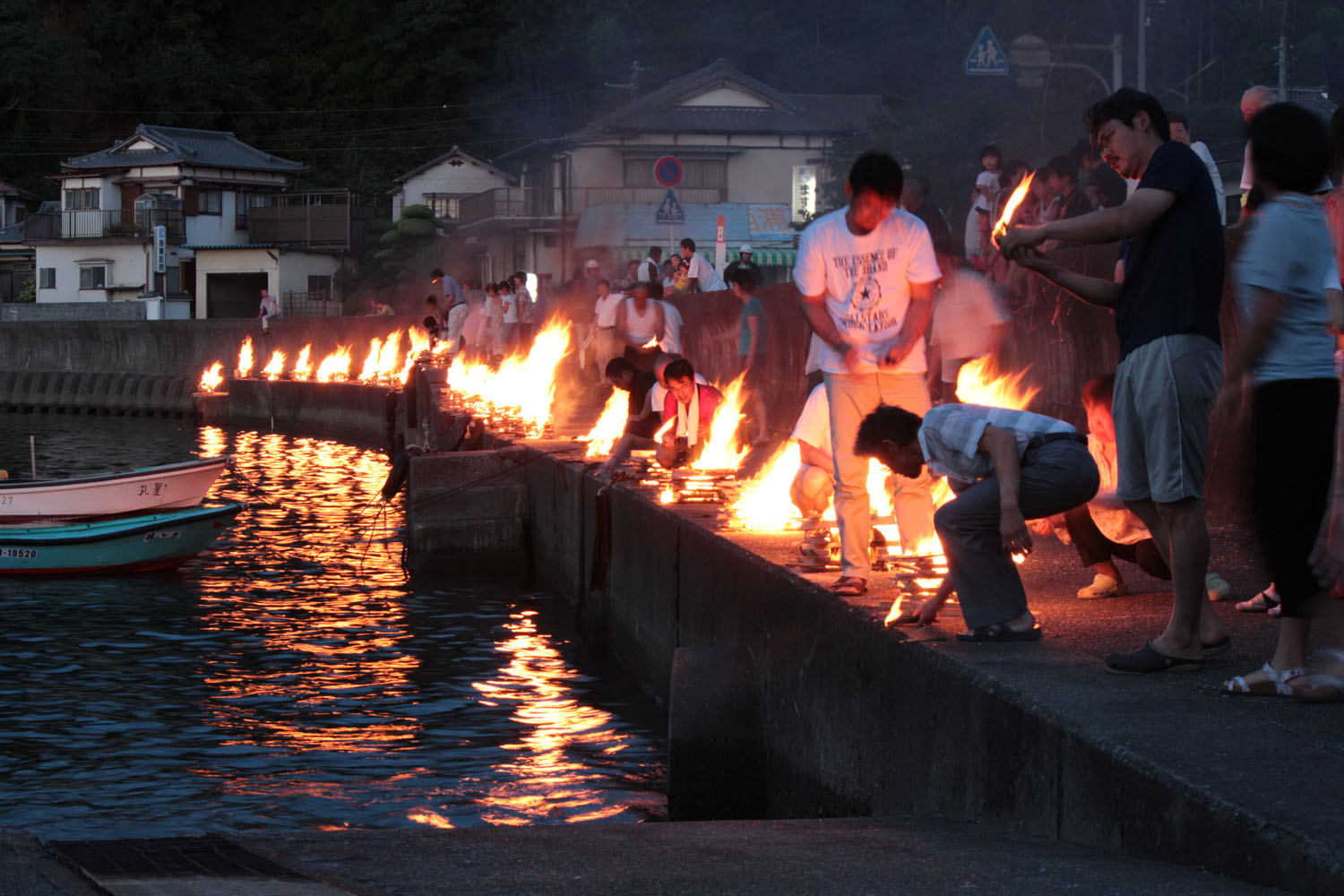
Aperçu d'un festival japonais du "O bon", ici à Numazu en 2012

  - día nacional de las telecomunicaciones / « journée nationale des télécommunications » depuis 1992[5] ;
  - día del trabajador de la energía eléctrica / « journée des travailleurs de l'énergie électrique »[6].
- Japon voire religieuse ci-après : premier jour du O bon / お盆 ou simplement Bon (盆 sans préfixe honorifique) ou Urabon, festival bouddhiste honorant les esprits des ancêtres (photographie ci-contre).
- Monténégro (Europe balkanique) : dan državnosti (en) / « fête de l'État » commémorant la reconnaissance du pays par un congrès de Berlin de 1878.

### Religieuse
- Christianisme orthodoxe : synaxis de l'archange Gabriel célébrant ses apparitions et ses miracles.

### Saints des Églises chrétiennes

#### Saints des Églises catholiques et orthodoxes
Référencés ci-après in fine, :
- Dofgan (Ve siècle) -ou « Doewan »-, originaire du Dyfed, descendant d'un petit roi local, martyr par la main de païens au Pays de Galles.
- Esdras (Ve siècle av. J.-C.) -ou « Ezra le Scribe »-, prophète de l’Ancien Testament, prêtre et scribe, né en exil à Babylone au temps du roi des Perses Artaxerxès Ier ; revint en Judée pour rassembler le peuple d’Israël dispersé, reconstruire Jérusalem et fixer des règles juives.
- Étienne le Sabaïte († 794 ou 807), originaire d'Ascalon en Palestine, orphelin, neveu de saint Jean Damascène, recueilli par des moines de la laure de Saint-Sabas, moine puis higoumène (abbé) d'un autre monastère ( voir quand même 26 décembre).
- Eugène de Carthage († 505), évêque de Carthage, avec Salutaris son archidiacre, Muritta, Vindemial évêque de Capsa, Longin et Antoine, qui furent déportés dans le désert par des Vandales ariens sous Hunéric.
- Golindouch († 591) alias « Marie », originaire du Kurdistan, fille d'un mage perse, parente de sainte Shirine, zoroastrienne convertie, torturée avant d'être libérée sous Khosroès II.
- Henri II († 1024) dit « le Boiteux » ou « le Saint », empereur du Saint Empire de 1014 à sa mort.
- Joël (IVe siècle av. J.-C.) -ou « Yohel »-, prophète hébreu, l'un des douze petits prophètes de l'Ancien Testament et l'auteur possible du Livre de Joël ; fêté localement le 19 octobre[9] mais aussi ce 13 juillet.
- Maure et brigite (Ve siècle), princesse et sainte scandinave assassinée en Picardie.
- Mildred de Thanet († 700), Abbesse, fille du roi Merewald d'Anglie.
- Myrope († v. 251), Martyre grecque.
- Sarah Amma du Désert, ermite du Ve siècle en Égypte.
- Sérapion de Macédoine († 195), Martyr à Alexandrie.
- Thuriau / Turio (VIIIe siècle), évêque de Dol-de-Bretagne (dans les terres entre Saint-Malo et la merveille du Mont-Saint-Michel).

#### Saints et bienheureux des Églises catholiques
référencés ci-après :
- Berthold de Scheide († 1214), bienheureux Prémontré et fondateur de l'abbaye de Vrundeberg en Westphalie.
- Carlos Manuel Rodríguez Santiago († 1963), bienheureux laïc puertoricain.
- Clelia Barbieri († 1870), religieuse italienne et fondatrice d'une congrégation de religieuses enseignantes près de Bologne.
- Élisabeth Verchière et ses compagnes († 1794), Religieuses martyres à Orange, bienheureuses.
- Ferdinand Marie Baccilieri († 1893), bienheureux prêtre italien - fondateur de l'Institut des Servantes de Marie.
- Jacques de Voragine († 1298), bienheureux, originaire de Varazze / Voragine dans la région de Savone en Italie, frère prêcheur, archevêque de Gênes, auteur ou/et collecteur d'une compilation d'hagiographies qui fait toujours référence (voir aussi 25 juillet et autre(s) saint-Jacques).
- Joseph Wang Guiji et Paul Liu Jinde († 1900), Martyrs en Chine.
- Louis-Armand Adam et Barthélemy Jarrige de la Moré († 1794), bienheureux prêtres français et martyrs à Rochefort.
- Thérèse des Andes (Juanita Fernandez Solar dite en religion « Thérèse de Jésus » ou) († 1920), carmélite chilienne, patronne du Chili, fêtée également les 12 avril.
- Thomas Tunstall († 1616), bienheureux prêtre anglais Martyr à Norwich.

#### Saints orthodoxes?
Outre les saints œcuméniques voire pré-schismatiques ci-avant, aux dates parfois "juliennes" / orientales ...
- Héliophotos (VIIe siècle ou XIIIe siècle), avec Épaphrodite, Ammon, Choulelaios, Eusthenios et les trois cents saints alamans de l'île de Chypre, martyrs torturés et décapités.

### Prénoms du jour
Bonne fête aux
- Henri et ses variantes : Enric, Henric, Henrio, Henriot, Henrius, Henry, Heindrich, Heindri(c)k, Henrico, Enrico, Enrique, Henrique, Henriqué, Henriette, Enrica, Henria (voir aussi les 18 mai) ;
- aux Joël et ses variantes : Joel, Joëla, Joële, Joëline, Joëlla, Joëlle, Joëlline, Joëly, Yoël, Yoëlle, Yoel, Yoëlla, Yoéla, Yoela.

Et aussi aux :
- Clélia et ses variantes : Chloe, Chloé, Cléa, Clelia, Cléia, Clélie, Clio, Cloé, Cloelia, Cloélia et Khloé, etc.
- Aux Eugène (autre(s) date(s) possible(s)),
- aux Maure (voir les 22 septembre, etc.),
- aux Mildred,
- Morgan et ses variantes: Morgana, Morgane et Morganne.
- Aux Sara et ses variantes : Sally, Sarah et Sarra.

## Traditions et superstitions

### Dictons
- « À la saint-Thuriau ( / sant-Turio), sème les navaux. » (les navaux désignant ici les navets)[10]
- « À saint-Henri, suée, mauvaise moissonnée. »[11]
- « Pluie au jour de Saint Eugène, met le moissonneur à la gêne ; mais si le soleil pompe l’eau, c’est signe de huit jours chauds. »[11]
- « Pluie au jour de Saint Eugène, met le travailleur à la gêne (...). »[11]
- « Quand reviendra la saint-Henri, tu planteras ton céleri. »[12]
- « Quoi que fasse Saint Henri, sur le blé mûr, le paysan rit. »[11]

### Astrologie
Signe du zodiaque : 22e jour du signe astrologique du cancer.

## Toponymie
Les noms de plusieurs voies, places, sites ou édifices de pays ou régions francophones contiennent cette date sous diverses graphies possibles : voir Treize-Juillet .